# آزیتا امامی
آزیتا امامی (انگلیسی: Azita Emami) با نام کامل آزیتا امامی-نیستانک استاد رشتهٔ مهندسی برق و مهندسی پزشکی در مؤسسه فناوری کالیفرنیا است. امامی در حال فعالیت روی مدارهای مود-مختلط کم-مصرف (low-power mixed-mode circuits) در تکنولوژی‌های مقیاس پذیر است. او مدیر اجرایی دانشکدهٔ مهندسی برق و یک پژوهشگر در انستیتو تحقیقات پزشکی هریتیج می‌باشد.

## دوران ابتدایی زندگی و تحصیلات
امامی در نائین، ایران به دنیا آمد.او در دبیرستان دخترانه فرزانگان 1 تحصیل کرد و در آن موقع به طراحی سخت‌افزار علاقه پیدا کرد. آزیتا در سال ۱۹۹۶، مدرک کارشناسی خود را در رشتهٔ مهندسی الکترونیک از دانشگاه صنعتی شریف دریافت کرد.